# ロシア語スピーチコンテスト
新潟ロシア語スピーチコンテスト（にいがたロシアごスピーチコンテスト）は、新潟市で行われるロシア語スピーチコンテスト実行委員会（新潟市国際交流協会ほか）が主催するコンテストである。

## 概要
新潟市のロシア語スピーチコンテストは2001年から始まり、2014年で第14回を数える。
2014年度は6月28日土曜日にクロスパルにいがた（4階映像ホール、新潟市中央区礎町通）で開催された。
2011年度までは毎年秋にクロスパルにいがたで開催されてきた。2012年度（第12回）からは6月に開催されている（募集要項は4月に発表）。
もともとは「ロシア文化に親しむ日」の一企画として誕生したが、その後は独立した企画となった。
小規模ゆえの親しみやすい雰囲気、熱意ある参加者による高い語学水準、在新潟ロシア総領事館ほかの全面協力による高額賞品(成田・ウラジオストク往復航空券と極東連邦大学語学研修など)が特徴である。
首都圏から近いにもかかわらず、参加者が少なく、それでいて高額の賞品が提供されることから、「穴場的」なスピーチコンテストともいえる。2013年度以降はロシアの航空業界再編が影響し、現時点で航空券の賞品の詳細は明らかでない。
年度によるが、入門Aの部（初級）、入門B（中級）、一般の部（上級）の三部門に分かれる。入門Aは学習歴1年程度、入門Bは学習歴2年程度、一般はそれ以上の学習歴をもつ参加者が多い。通訳等の業務に従事している人の参加はできない。
県内（市内）の各大学（特に新潟県立大学・新潟国際情報大学）のロシア語履修者の参加が多い。彼らの多くは毎年上位に入賞している。2011年度以降は首都圏の専門学校や大学からの参加者もみられる。

## 内容
2013年度の場合、入門Aの部では自己紹介（1分程度）・課題文の暗唱（例文は募集要項に添付、2012年度はロシア民話「おおきなかぶ」）・課題についての質疑応答、入門Bの部では自由テーマ（3分以内）・スピーチについての質疑応答、一般の部では自由テーマ（5分以内）・スピーチについての質疑応答がそれぞれ課される。
審査基準は1．内容、2．正確さ、3．イントネーション・発音、4．聴衆へのアピールである。
2011年度はチャレンジの部にテキスト朗読が加わった。テキスト朗読のテキストは当日配布され、参加者には辞書使用可の30分間の準備時間が与えられた。2012年度以降はテキスト朗読が行われていなかった。
2011年以降は審査の時間帯に市内在住の有志によるミニコンサートがおこなわれている。コンサートではピアノ、バラライカが演奏された。観客がバラライカに触れる機会も設けられた。
例年、コンテスト後には参加者・主催者・聴衆の交流を目的とした懇親会（軽食が提供）が開催される。2012年度からは協賛企業の協力により、懇親会でロシア風チョコレートや黒パンが提供されている。
2011年度は新潟コンピュータ専門学校の協力により、ポスターと募集要項のデザインが一新され，好評を博した。2014年度以降もこのキャラクター（ターニャちゃん）が継続的に使用される見通しである。
2012年度からは協賛企業・団体の協力を得た。2012年度の詳細は以下の通り（順不同）。
株式会社アルゴナフト、ユーラシア投資環境整備株式会社、新潟・ハバロフスク・ウラジオストク・ビロビジャン友好市民委員会、新潟国際情報大学、新潟交通株式会社、ロシアチョコレートの店マツヤ、パンの店シエール、新潟コンピュータ専門学校、会話学校フォーラムパパラギ。

## 審査員

### 第12回(2012年6月)
- アレクサンドル・プラーソル（審査委員長、新潟国際情報大学教授）
- ドミトリー・イワノフ（在新潟ロシア連邦総領事館アタッシェ）
- ライサ・プラーソル（新潟大学講師）
- エレーナ・スリュサレワ（新潟大学博士）
- ドミトリー・カームリヤ（新潟市国際交流員）

### 第11回(2011年11月)
- アレクサンドル・プラーソル（審査委員長、新潟国際情報大学）
- ロマン・コレスニク（在新潟ロシア連邦総領事館副領事）
- ライサ・プラーソル（新潟大学）
- リュドミラ・クラピーヴニク（新潟県立大学客員教授）
- エレーナ・スリュサレワ（新潟大学博士研究員）
- ドミトリー・カームリヤ（新潟市国際交流員）

### 第10回(2010年11月)
- ワシーリー・クラコーフ（審査委員長、新潟市経済・国際部ロシア交流担当顧問）
- ロマン・コレスニク（在新潟ロシア連邦総領事館領事）
- ライサ・プラーソル（新潟大学）
- マリーナ・シネグープ（新潟県立大学客員准教授）

## 賞品

### 第12回(2012年6月)
第12回からは協賛企業が入門Aの部と入門Bの部に優勝賞品を提供した。
入門Aが「ロシアチョコレートの店マツヤ」からチョコレート詰め合わせ、入門Bが「パンの店シエール」から黒パンとロシアの蜂蜜の賞品を受けた。
一般の部の優勝賞品はロシアの極東連邦大学1か月留学の権利だった。その他の各部の2位以下の賞品はロシアの民芸品だった。

### 第10回(2010年11月)
|     | 入門の部                                 | 一般の部                       | チャレンジの部                                                      |
| --- | ---------------------------------------- | ------------------------------ | ------------------------------------------------------------------- |
| 1位 | グジェリ焼食器                           | グジェリ焼食器                 | ロシア極東国立総合大学１ヶ月留学権利、成田⇔ウラジオストク往復航空券 |
| 2位 | マトリョーシカ、菩提樹民芸品             | マトリョーシカ、グジェリ焼置物 | 成田⇔ハバロフスク往復航空券、インツーリストホテル宿泊券（３泊４日） |
| 3位 | ホフロマ塗り工芸品、絵、バラライカ型置物 |                                | マトリョーシカ、絵                                                  |

その他、参加賞として図書カード(1000円分)。

## リンク
- 新潟市国際交流協会 ロシア語スピーチコンテスト
- 第14回新潟ロシア語スピーチコンテスト（2014年6月開催）
- 第13回新潟ロシア語スピーチコンテスト 実績報告
- クロスパルにいがた
- ロシアチョコレートの店マツヤ
- 株式会社アルゴナフト
- ユーラシア投資環境整備株式会社 - ウェイバックマシン（2002年2月6日アーカイブ分）